# アナーニ条約
アナーニ条約（アナーニじょうやく、伊: Trattato di Anagni）は、ローマ教皇ボニファティウス8世、アラゴン王ハイメ2世、フランス王フィリップ4世、ナポリ王カルロ2世、マヨルカ王ジャウメ2世との間で締結された協定。中央イタリアのアナーニで1295年6月20日に調印された。
主な目的は、アラゴン十字軍を終わらせた1291年のタラスコン条約の確認だった。また、1285年のアラゴン王ペドロ3世によるシチリア征服に対する外交的な解決策を見つける目的もあった。
ハイメ2世の弟シチリア王フェデリーコ2世、シチリア住民のいずれも条約を受け入れず、代わりに、カルロ2世のアンジュー軍との戦争を追求した。カルロ2世は条約の各条項の通りにハイメ2世の艦隊に援助された。この戦争は1302年のカルタベッロッタの和平まで終結しなかった。

## 主要な条項
- アラゴン王ハイメ2世とナポリ王カルロ2世の娘ブランカの結婚
- カルロ2世に与えられたシチリアを教皇に返還
- シチリア再征服のためのハイメ2世からカルロ2世への軍事的支援
- ハイメ2世の破門の解除
- アラゴン王国のシャルル・ド・ヴァロワの放棄
- バレアレス諸島をマヨルカ王ジャウメ2世に返還
- アラン谷での教皇の仲裁
- イタリアにおけるハイメ2世の征服地のカルロ2世への返還
- ハイメ2世によるカルロ2世の息子、ルドヴィコ（英語版）、ロベルト、ライモンド・ベレンガリオ（英語版）の釈放（6月7日）を含む捕虜と人質の交換

## 秘密条項
その後、2つの秘密条項が追加された。
- ハイメ2世へのコルシカとサルデーニャの譲渡
- イングランド王エドワード1世に対するアラゴンからフランスへの軍事援助